# Ледуховский, Влодзимеж
Влодзи́меж (Владимир) Ледухо́вский (пол. Włodzimierz Ledóchowski; 7 октября 1866, Лосдорф — 13 декабря 1942, Рим) — генерал Общества Иисуса (иезуиты), двадцать шестой по счёту глава ордена и восьмой после его восстановления в 1814 году.

## Биография
Родился 7 октября 1866 года в городе Лосдорф (ныне Австрия) в семье Антония Августа Ледуховского, принадлежащего к знатному польскому дворянскому роду Ледуховских. Одна из его сестёр, Уршула Ледуховская, была канонизирована в 2003 году; другая сестра, Мария Тереза Ледуховская, беатифицирована в 1975 году.
В 1877—1884 годах обучался в венской дворянской академии Терезианум, закончил её с золотой медалью. Некоторое время был пажом императрицы Елизаветы Баварской.
После окончания академии продолжал обучение в Ягеллонском университете и Григорианском университете, в последнем в 1889 году получил степень доктора философии.
В 1889 году вступил в новициат иезуитов в городе Кросно (тогда австрийская Галиция, ныне Польша). Вскоре принёс обеты в Обществе Иисуса, рукоположён в священники 10 июня 1894 года.
С 1900 года — ректор Краковской коллегии иезуитов, с 1902 года — провинциал Галиции. Участвовал в основании Папского Библейского института в Риме.
Генерал ордена Франц Вернц скончался в августе 1914 года. На очередной конгрегации Общества в феврале 1915 года Владимир Ледуховский был избран очередным главой иезуитов. Избрание пришлось на тяжёлое время, в Европе шла первая мировая война, а Италия и Австрия были по разные стороны фронта. Поэтому после избрания Ледуховский, как австрийский подданный, был вынужден покинуть Рим и поселиться в Швейцарии, в Рим он вернулся только после окончания войны.
Под его руководством была пересмотрена конституция ордена в соответствии с Кодексом Канонического Права, вышедшим в 1917 году. Особое внимание на посту генерала Ледуховский уделял вопросам образования, при нём была проведена реформа всех иезуитских колледжей, во всех учебных центрах общества была введена единая система образования. По его инициативе для Григорианского университета было построено новое здание на Пьяцца делла Пилота.
После прихода в России к власти большевиков Ледуховский обращал большое внимание на события в России и на преследование верующих. В 1920 году создает в Стамбуле Миссию иезуитов для работы среди русских беженцев. В 1923 году был одним из инициаторов создания миссии по помощи голодающим в России. В 1929 году иезуиты возглавили вновь созданную Папскую коллегию Руссикум. В 1930 году Ледуховский издал письмо «О весьма печальном положении религии в России и о том, что с нашей стороны надлежит предпринять», где описывал гонения на верующих и призывал членов ордена готовить себя для будущей миссии в России.
При генерале Ледуховском общество выросло с 16 940 членов в 1915 году до 26 588 в 1942 году. Число провинций ордена выросло с 27 до 50.
Генерал Ледуховский скончался 13 декабря 1942 года. Похоронен на римском кладбище Кампо Верано. Его преемником на посту генерала иезуитов стал Жан Батист Янссенс.